# Бербанк (Илиноис)
Бербанк (енгл. Burbank) град је у америчкој савезној држави Илиноис. По попису становништва из 2010. у њему је живело 28.925 становника.

## Демографија
Према попису становништва из 2010. у граду је живело 28.925 становника, што је 1.023 (3,7%) становника више него 2000. године.
| Група             | 2000.          | 2010.          |
| Белци             | 23.515 (84,3%) | 19.656 (68,0%) |
| Афроамериканци    | 73 (0,3%)      | 544 (1,9%)     |
| Азијати           | 490 (1,8%)     | 726 (2,5%)     |
| Хиспаноамериканци | 3.095 (11,1%)  | 7.680 (26,6%)  |
| Укупно            | 27.902         | 28.925         |